# Diabolical Figures
Diabolical Figures è il settimo album studio del gruppo musicale symphonic black metal italo-austriaco Graveworm. È stato distribuito in Europa dalla Massacre Records, in Brasile dalla Paranoid Records e negli USA dalla E1 entertainment.

## Tracce
1. Vengeance Is Sworn – 4:18
2. Circus of the Damned – 5:58
3. Diabolic Figures – 4:54
4. Hell's Creation – 4:05
5. Forlorn Hope – 6:27
6. Architects of Hate – 4:07
7. New Disorder – 3:10
8. Message in a Bottle (The Police cover) – 4:16
9. Ignorance of Gods – 4:56
10. The Reckoning – 2:14

## Formazione
- Stefan Fiori - voce
- Sabine Meir - tastiere
- Maschtl Innerbichler - batteria
- Harry Klenk - basso
- Eric Righi - chitarra
- Thomas (Stirz) Orgler - chitarra